# Беляев, Николай Николаевич
Николай Николаевич Беляев (1911—1975) — советский конструктор оружейной оптики, главный инженер Главного управления Министерства оборонной промышленности СССР.

## Биография
В 1930—1940-е гг. конструктор КБ московского завода «Геодезия» (с 1941 в эвакуации в Свердловске). Ведущий конструктор аэрофотоаппаратов для дневной съемки АФА и ночной — НАФА с объективами, обеспечивающими фотографирование объектов с высот до 5000 м. Они были приняты на вооружение в начале войны.
Вместе с конструктором В. А. Бешеновым создал новые широкоформатные АФА, позволившие увеличить захват фотографируемой площади за 1 заход самолёта над целью.
С 1944 начальник специального проектно-конструкторского бюро по аэрофотоаппаратам (СПКБ-1) при заводе № 393 НКВ.
В 1951—1954 начальник ЦКБ-393 (ЦКБ Красногорского механического завода), руководил работой по созданию танкового оптического прицела-дальномера с устранением недостатков стереоскопического дальномера ТКД-09.
С 1954 г. начальник 2 ГУ МОП, оптика. В последующем — главный инженер Главного управления МОП СССР.

## Награды
Награждён шестью орденами Трудового Красного Знамени (20.04.1956; 21.12.1957; 09.09.1961; 28.07.1966; 25.10.1971; 17.02.1975). Также награждён орденом Отечественной войны II степени (1944).